# Miejscowy plan odbudowy
Miejscowy plan odbudowy (MPO) – akt prawa miejscowego przyjmowany w formie uchwały rady gminy, określający granice zewnętrzne gruntów przeznaczonych do odbudowy obiektów budowlanych zniszczonych lub uszkodzonych w wyniku osunięcia ziemi. 
Ustala przeznaczenie terenu, zasady i warunki wydzielania nowych działek budowlanych, sposób zagospodarowania i warunki zabudowy terenu, linie zabudowy, gabaryty obiektów budowlanych i wskaźniki intensywności zabudowy, zasady przebudowy lub budowy obiektów liniowych, które należą do zadań własnych gminy, sposób zaopatrzenia w wodę i energię elektryczną oraz odprowadzania ścieków, zasady ochrony środowiska, przyrody i krajobrazu kulturowego.

## Treść i forma planu miejscowego
Miejscowy plan odbudowy składa się z części:
- tekstowej – uchwała
- graficznej – załącznik do uchwały.